# Jovana Brakočević-Canzian
Jovana Brakočević-Canzian (serbiska: Јована Бракочевић-Канцијан), född 5 mars 1988 i Zrenjanin, är en serbisk volleybollspelare (spiker) som spelar för Beşiktaş.

## Karriär

### Klubblag
Brakočević-Canzian började spela volleyboll 1999. Hon startade sin seniorkarriär 2004 i Poštar 064 och vann under sin tid i klubben serbiska mästerskapet en gång, serbisk-montenegrinska mästerskapet en gång, serbisk-montenegrinska cupen två gånger och serbiska cupen en gång. 2007 flyttade Brakočević-Canzian till italienska Spes Conegliano som hon under säsongen 2007/2008 hjälpte att bli uppflyttade till Serie A1. Brakočević-Canzian spelade för klubben ytterligare två säsonger och där säsongen 2009/2010 slutade med en nedflyttning för Spes Conegliano.
Sommaren 2010 flyttade Brakočević-Canzian till Guangdong Evergrande i Kina och efter en säsong i klubben flyttade hon vidare till japanska JT Marvelous. Inför säsongen 2012/2013 gick Brakočević-Canzian till turkiska Vakıfbank Istanbul, där hon vann turkiska ligan, Champions League och turkiska cupen. Följande säsong vann Brakočević-Canzian turkiska supercupen, klubblags-VM, turkiska cupen och turkiska mästerskapet.
Inför säsongen 2014/2015 flyttade Brakočević-Canzian till azeriska Azəryol VK. Hon var därefter gravid och efter ett långt uppehåll återvände Brakočević-Canzian till volleybollen för spel i italienska Imoco Volley Conegliano i slutet av säsongen 2015/2016, där klubben blev mästare i Serie A1. Följande säsong gick hon till ligakonkurrenten Liu Jo Nordmeccanica Modena och under 2017 spelade Brakočević-Canzian även för VK Altaj från Kazakstan.
Inför säsongen 2017/2018 kom Brakočević-Canzian överens om ett kontrakt med ryska Dinamo Kazan, men lämnade klubben redan innan seriespelet startat. Hon gick istället till rumänska CSM București och vann där Divizia A1 och rumänska cupen. Följande säsong gick Brakočević-Canzian till polska Grot Budowlani Łódź, där hon var med och vann polska supercupen samt satte ett nytt poängrekord i polska ligan med 639 poäng under säsongen.
Inför säsongen 2019/2020 återvände Brakočević-Canzian till italienska Serie A1 för spel i Igor Gorgonzola Novara. Hon räknades som en italiensk spelare efter att ha gift sig med Marcello Canzian. Inför säsongen 2020/2021 gick Brakočević-Canzian till polska Grupa Azoty Chemik Police. Hon vann under säsongen polska mästerskapet och polska cupen samt gjorde 593 poäng i Tauron Liga, vilket var näst flest i serien. Efter säsongen 2020/2021 förlängde Brakočević-Canzian sitt kontrakt i klubben.
Inför säsongen 2023/2024 gick Brakočević-Canzian till turkiska Beşiktaş.

### Landslag
Brakočević-Canzian debuterade för Serbien och Montenegros landslag 2006 och var under året även med och tog brons vid VM. Följande år tog hon silver med Serbiens landslag vid EM och blev utsedd till bästa servare.
2010 vann Brakočević-Canzian European Volleyball League och blev utsedd till bästa spiker. Hon upprepade bedriften följande år och tog även brons i World Grand Prix. Slutligen under 2011 vann Brakočević-Canzian EM och blev utsedd till turneringens bästa spelare. 2012 tog hon brons i European League och följande år blev det även brons i World Grand Prix.
2016 var Brakočević-Canzian med och tog silver vid olympiska sommarspelen 2016 i Rio de Janeiro. Efter OS valde hon att sluta i landslaget.

## Klubbar
- Poštar 064 Belgrad (2004–2007)
- Spes Conegliano (2007–2010)
- Guangdong Evergrande (2010–2011)
- JT Marvelous (2011–2012)
- Vakıfbank Istanbul (2012–2014)
- Azəryol VK (2014–2015)
- Imoco Volley Conegliano (2016)
- Liu Jo Nordmeccanica Modena (2016–2017)
- VK Altaj (2017)
- CSM București (2017–2018)
- Grot Budowlani Łódź (2018–2019)
- Igor Gorgonzola Novara (2019–2020)
- Grupa Azoty Chemik Police (2020–2023)
- Beşiktaş (2023–)

## Meriter

### Klubblag
Poštar 064 Belgrad
- Serbisk-montenegrinska mästerskapet: 2005/2006
- Serbisk-montenegrinska cupen: 2004/2005, 2005/2006
- Serbiska mästerskapet: 2006/2007
- Serbiska cupen: 2006/2007

 Vakıfbank Istanbul
- Turkiska mästerskapet: 2012/2013, 2013/2014
- Turkiska cupen: 2012/2013, 2013/2014
- Turkiska supercupen: 2013
- Champions League: 2012/2013
- Klubblags-VM: 2013

 Imoco Volley Conegliano
- Serie A1: 2015/2016

 CSM București
- Divizia A1: 2017/2018
- Rumänska cupen: 2017/2018

 Grot Budowlani Łódź
- Polska supercupen: 2018

 Grupa Azoty Chemik Police
- Polska mästerskapet: 2020/2021, 2021/2022
- Polska cupen: 2020/2021, 2022/2023

### Landslag
VM
- Brons 2006

EM
- Guld 2011
- Silver 2007

Sommaruniversiaden
- Silver 2009

European Volleyball League
- Guld 2010, 2011
- Brons 2012

World Grand Prix
- Brons 2011, 2013

Olympiska sommarspelen
- Silver 2016

### Individuellt
- 2007 – EM: Bästa servare
- 2010 – European Volleyball League: Bästa spiker
- 2011 – European Volleyball League: Mest värdefulla spelare[27]
- 2011 – European Volleyball League: Bästa spiker[27]
- 2011 – World Grand Prix: Bästa poängvinnare
- 2011 – EM: Mest värdefulla spelare[28]
- 2013 – Champions League: Mest värdefulla spelare[29]
- 2013 – Sultanlar Ligi: Bästa poängvinnare
- 2013 – World Grand Prix: Bästa högerspiker
- 2013 – EM: Bästa spiker
- 2013 – Klubblags-VM: Mest värdefulla spelare[30]
- 2018 – Polska supercupen: Mest värdefulla spelare
- 2022 – Polska mästerskapet: Mest värdefulla spelare
- 2023 – Polska cupen: Mest värdefulla spelare